# 黄泽元
黄泽元（1966年5月—），男，汉族，甘肃民勤人，1988年6月加入中国共产党，西北师范大学历史系历史专业本科学历，兰州大学管理学院公共管理专业硕士。中华人民共和国政治人物。现任甘肃省庆阳市委书记。

## 生平
黄泽元早年在西北师范大学历史系就读，1985年6月毕业后参加工作。1988年6月加入中国共产党。
2001年2月，黄氏出任中国共青团甘肃省委员会副书记，2005年4月转任甘肃省陇南市委副书记，期间，他参加了兰州大学管理学院公共管理专业硕士研究生班学习，并获公共管理硕士学位。2012年8月，任甘肃省张掖市委副书记、代理市长，12月转正成为市长。
2014年10月，国务院明确甘肃祁连山为国家级自然保护区。但甘肃省自然资源厅仍然默许长期进行大规模勘探、采掘矿石活动，过度无序开发水电资源，造成祁连山地区局部植被破坏、水土流失、地表塌陷，保护区下游河段出现减水乃至断流现象，水生态系统遭受破坏。2016年11月30日至12月30日，中央第七环境保护督察组对甘肃省开展了环境保护督察工作，并于2017年4月13日向甘肃省反馈意见。对此负有责任的黄泽元受到中共党内严重警告处分。
2019年3月，任甘肃省应急管理厅党组书记、厅长。应急管理厅党组改制为党委后，黄以首任中共甘肃省应急管理厅党委书记的身份继续兼任该厅厅长。2021年7月，空降出任中共庆阳市委书记。